# La Femelle du requin
La Femelle du requin est une revue française de littérature contemporaine créée en 1995 par des étudiants de l’université Paris III.

## Présentation
La revue s'est constituée en association loi de 1901 à but non lucratif, « ayant pour objet l'édition de textes divers, l'organisation d'événements culturels, la promotion d'activités littéraires et artistiques ».
Le nom de la revue est un hommage aux Chants de Maldoror de Lautréamont à travers le film d’Agnès Merlet, Le Fils du requin.
Deux à trois numéros par an sont publiés autour d’un thème et de deux auteurs. Pour chaque numéro, la revue propose un thème et fait appel aux contributions extérieures (fictions, poèmes, illustrations, textes critiques sur les auteurs étudiés, etc.). Les écrivains rencontrés sont l’objet d’un dossier dans lequel se trouvent une bibliographie critique présentée sous forme de notices, des études, un long entretien illustré de photographies et un texte inédit de l’auteur.
L'entretien, autour duquel s'articule chacun des numéros de La Femelle du Requin, se veut un parcours approfondi de l'œuvre des écrivains rencontrés. Certains de ces entretiens sont devenus des références, à l'instar de celui du no 22, « Mais qu'est-ce qu'on va devenir ? », avec Pierre Michon, repris dans Le Roi vient quand il veut.

### Organisation
Le comité de rédaction est composé de dix membres :
- Fabien Courtal
- Laurent Roux
- Gabrielle Napoli
- Sébastien Omont
- Christian Casaubon
- Adeline Chave
- Joachim Arthuys
- Colin Rameaux
- Ricarda Casaubon
- Jean-Luc Bertini

## Numéros
- nos 1 à 11

- no 12 : « Western »
- no 13 : « Le Cul », entretien et dossier Jacques Serena
- nos 14–15 : « Chantiers », dossier Eugène Savitzkaya
- no 16 : « Cicatrices », entretien, dossier et inédit Richard Millet
- no 17 : « Imposture », dossier Antoine Volodine ; entretien, inédit et dossier Gaétan Soucy
- no 18 : « Le Grand Secret », entretien et dossier Russell Banks
- no 19 : « Judas », entretien et dossier Antoine Volodine
- no 20 : « Routes », entretien, dossier et inédit Olivier Rolin ; entretien et dossier Gaétan Soucy
- no 21 : « Mémoires », entretien, dossier et inédit Antonio Muñoz Molina ; entretien et dossier Ena Lucía Portela
- no 22 : « Entre Ciel et Terre », entretien et dossier Pierre Michon ; entretien et dossier Richard Millet
- no 23 : « Disparition », entretien et dossier Antonio Tabucchi ; entretien et dossier Thomas B. Reverdy
- no 24 : « À venir », entretien et dossier François Maspero ; nouvelle Ena Lucía Portela
- no 25 : « Alter Ego », entretien et dossier Enrique Vila-Matas ; entretien et dossier Bernardo Atxaga et inédit Antonio Tabucchi
- no 26 : « Haut Bas Fragile », entretiens et dossiers Jean Echenoz et André Benchetrit
- no 27 : « Ec[r]oulement », entretiens et dossiers Jean-Yves Cendrey et Sylvie Gracia
- no 28 : « Labyrinthe », entretiens et dossiers Juan Marsé et Maurice Pons
- no 29 : « Explosion », entretiens et dossiers Jean Rolin et Stéphane Audeguy
- no 30 : « Silence », entretiens et dossiers Patrick Chamoiseau et Alan Pauls
- no 31 : « Corps étrangers », entretiens et dossiers Jacques Roubaud et Jorge Volpi
- no 32 : « Outrage », entretiens et dossiers John Banville et Santiago Gamboa
- no 33 : « Parti », entretiens et dossiers Lídia Jorge et Mario Bellatin
- no 34 : « Machine », entretiens et dossiers Richard Morgiève et Rodrigo Fresán
- no 35 : « Hypnose », entretiens et dossiers Claude Louis-Combet et Christophe Manon
- no 36 : « Des Rives », entretiens et dossiers Jean Rouaud et Marie Didier
- no 37 : « Le Cri », entretiens et dossiers John Burnside et Leonardo Padura
- no 38 : « Roulette », entretiens et dossiers Jacques Réda et Alain Gluckstein
- no 39 : « Peau », entretiens et dossiers Russell Banks et Bernardo Carvalho
- no 40 : « Aberration », entretiens et dossiers Georges-Arthur Goldschmidt, Claro et Edgar Hilsenrath
- no 41 : « Fin fond », entretiens et dossiers Christian Garcin et Xavier Hanotte
- no 42 : « Les Effarés », entretiens et dossiers Emmanuel Carrère et Gabriela Adamesteanu
- no 43 : « Défaite », entretiens et dossiers Javier Cercas et David Vann
- no 44 : « Ravissement », entretiens et dossiers Patrick Deville et François Emmanuel
- no 45 : « Satellites » entretiens et dossiers Pierre Bergounioux, Howard McCord et Yves et Ada Rémy
- no 46 : Entretiens et dossiers Antoine Volodine et Éric Vuillard ; fictions Gilles Bertin, Jacques Cauda, Stéphane Chao et Roland Goeller
- no 47 : Entretiens et dossiers Laura Kasischke et Didier Blonde
- no 48 : Entretiens et dossiers Marie-Hélène Lafon et Marc Graciano
- no 49 : Entretiens et dossiers Grégoire Bouillier et Mika Biermann
- no 50 : Entretiens et dossier Jacques Abeille et Richard Powers ; cahier « 37 auteurs — 37 livres »
- no 51 : Entretiens et dossiers Jean-Bernard Pouy et Diego Trelles Paz, cahier Fictions Amélie Durand, Carl-Keven Korb et Jérôme Orsoni
- no 52 : Entretiens et dossiers Alain Damasio et Léo Henry
- no 53 : Entretiens et dossiers Tristan Garcia et Manuel Vilas
- no 54 : Entretiens et dossiers Annie Ernaux et Eddy L. Harris
- no 55 : Entretiens et dossiers Michèle Audin et Hervé Le Corre

## Publication
- Vertiges de la lenteur - La Femelle du Requin, éditions Le Tripode, septembre 2015[4] « Pour les vingt ans du Requin, "l’âge de tous les possibles"", un livre, paru au Tripode, rassemble vingt entretiens dans un volume qui est moins un anniversaire ou une anthologie que le feuilleté, vivant et passionnant, d’un temps et un espace : la littérature[5]. »

## Réception critique
« La revue La Femelle du Requin, créée à l’automne 1995 et toujours plus vivante, entretient un rapport exigeant avec la littérature contemporaine, entre lenteur et vertiges. […]
L’entretien littéraire y est conversation au long cours — un art qui se perd dans une époque qui privilégie petites phrases et résumés commodes, voire réduit les livres à des sujets sociétaux et vagues prétextes culturels. Pratiqué par le Requin, l’entretien s’offre comme sommet d’intelligence des textes et des œuvres, un périple et vagabondage menant le lecteur de Cuba à l’Écosse, de la France au Portugal, en passant par l’Amérique. »

— « La Femelle du requin : de l’entretien littéraire comme un des beaux-arts », magazine Diacritik